# Ad gentes
Ad gentes é o decreto do Concílio Vaticano II sobre a atividade missionária. O título é em latim para "Para as Nações" e é da primeira linha do decreto, como é habitual nos documentos católicos romanos. Estabelece a evangelização como uma das missões fundamentais da Igreja Católica e reafirma o vínculo entre evangelização e caridade para os pobres. Ad Gentes também pede a formação de comunidades cristãs fortes, bem como relações fortes com outros cristãos. Por fim, estabelece diretrizes para o treinamento e as ações dos missionários.

## Voto conciliar
Aprovado pelos bispos reunidos por 2.394 a 5 votos, foi promulgado pelo Papa Paulo VI em 7 de dezembro de 1965. 

## Inculturação
Ad gentes centrou-se nos factores envolvidos no trabalho de missão. Apelou para o desenvolvimento contínuo da aculturação missionária. Encoraja os missionários a viver com o povo que estão a tentar converter-se, a absorver os seus caminhos e cultura. Encoraja a coordenação do trabalho missionário através de agências e a cooperação com outros grupos e organizações dentro da Igreja Católica e outras denominações. 

## Conteúdo
Os números fornecidos correspondem aos números das seções no texto.

### Prefácio (1)
- "Divinamente enviada às nações do mundo para lhes ser "um sacramento universal da salvação", a Igreja, impulsionada pela necessidade interior de sua própria catolicidade e obedecendo ao mandato de seu Fundador (cf. Marcos 16,16), esforça-se sempre em proclamar o Evangelho a todos os homens. Os próprios apóstolos, nos quais a Igreja foi fundada, seguindo os passos de Cristo, "pregaram a palavra da verdade e geraram igrejas". É dever de seus sucessores fazer com que essa tarefa persista "para que a palavra de Deus possa correr e ser glorificada (II Tessalonicenses. 3,1) e o reino de Deus ser proclamado e estabelecido em todo o mundo".

### 1 Princípios de Doutrina (2-9)
- "A Igreja peregrina é missionária por sua própria natureza, uma vez que é da missão do Filho e da missão do Espírito Santo que ela extrai sua origem, de acordo com o decreto de Deus Pai". (Parágrafo 2)
- "O principal meio de plantio referido é a pregação do Evangelho de Jesus Cristo. Para pregar este Evangelho, o Senhor enviou Seus discípulos ao mundo inteiro, para que renascessem pela palavra de Deus (cf. I Pedro 1,23), os homens pudessem se unir à Igreja pelo batismo - aquela Igreja que, como corpo da Palavra Encarnada, é nutrida e vive pela palavra de Deus e pelo pão eucarístico (cf. Atos 2,43)" (6)
- "E assim o tempo para a atividade missionária se estende entre a primeira vinda do Senhor e a segunda, na qual a Igreja será reunida dos quatro ventos como uma colheita no reino de Deus. Pois o Evangelho deve ser pregado a todas as nações antes que o Senhor venha (cf. Marcos 13,10)." (Parágrafo 9)

### 2) A própria missão trabalha 10-18)
"A Igreja, enviada por Cristo para revelar e comunicar o amor de Deus a todos os homens e nações, está ciente de que ainda resta uma tarefa missionária gigantesca para ela realizar".

#### Formando uma comunidade cristã (15-18)
O Espírito Santo reúne o povo de Deus para ser "uma raça escolhida, um sacerdócio real, uma nação santa, um povo comprado" (I Pedro 2,9). 
A comunidade cristã é um sinal da presença de Deus no mundo. 
Alimentada pela Palavra de Deus e pela Eucaristia, a comunidade cristã presta testemunho de Cristo, caminha em caridade e é fervorosa com espírito apostólico. 
A comunidade cristã existe no contexto da família, paróquia e diocese, bem como na vida religiosa. 

### 3) Igrejas particulares (19-22)
- "A igreja não foi realmente fundada, e ainda não está totalmente viva, nem é um sinal perfeito de Cristo entre os homens, a menos que haja um leigo digno do nome trabalhando junto com a hierarquia". (21)

A igreja não é primeiro o clero; é antes de tudo todo o povo de Deus. Os crentes partilham uma unicidade e uma igualdade baptismal que precede as distinções entre os diferentes papéis na comunidade.

### 6 Cooperação (35-41)
Este capítulo afirma que todo membro do Corpo de Cristo tem a obrigação de ajudar o corpo a crescer. Bispos (AG 38), sacerdotes (AG 39), religiosos (AG 40) e leigos (AG 41) desempenham um papel.

## Documentos posteriores
Desde a época do Concílio, tem havido preocupações das autoridades da Igreja de que o espírito missionário da Igreja tenha desaparecido devido à aceitação do cristianismo anônimo, um ensinamento de Karl Rahner de que todos os seres humanos têm um conhecimento implícito de Jesus Cristo. Como resultado, vários documentos da Igreja foram escritos para incentivar mais evangelismo. 
Evangelii nuntiandi é uma exortação apostólica emitida em 8 de dezembro de 1975 pelo Papa Paulo VI, após a obra do Sínodo sobre o tema (de 7 de setembro de 1974 a 26 de outubro de 1980). Ele lida com o evangelismo e afirma o papel de todo cristão (e não apenas dos sacerdotes ordenados) na divulgação da religião católica. 
Redemptoris Missio, com o subtítulo "Sobre a validade permanente do mandato missionário da Igreja", é uma encíclica papal do Papa João Paulo II publicada em 7 de dezembro de 1990, dedicada ao tema "a urgência da atividade missionária" e na qual ele desejava convidar a Igreja a renovar seu compromisso missionário. 
Em 2007, a Santa Sé reafirmou o dever dos católicos de evangelizar membros de outras religiões, e isso foi amplamente interpretado como um esclarecimento de Lumen gentium, contra as declarações de liberais e outros que afirmavam que o proselitismo cristão havia se tornado antiquado histórica e politicamente.
Em 2013, o Papa Francisco publicou Evangelii gaudium como uma exortação apostólica e desafiou os fiéis a viver de acordo com o "impulso missionário". 
O legado de Lumen Gentium, Ad Gentes e documentos posteriores tem sido a iniciativa da Igreja para a Nova Evangelização no Terceiro Milênio. 